# Frank Asch
Frank Asch (Somerville, 6 agosto 1946 – 2022) è stato uno scrittore e illustratore statunitense.
Prolifico autore di libri per bambini, che vanta all'attivo più di sessanta titoli, Frank Asch è particolarmente conosciuto per le sue opere nella collana Moonbear.

## Vita
Diplomatosi alla Cooper Union in Belle Arti nel 1969 insieme all'amico Mark Alan Stamaty, Frank Asch aveva tuttavia già pubblicato il suo primo libro per bambini l'anno prima George's Store. Dopo aver terminato gli studi insegna in una scuola pubblica in India e, successivamente, alla scuola Montessori negli Stati Uniti. Nel 1989, sul finire della Guerra Fredda, pubblica Arriva il gatto! (Here Comes the Cat) insieme all'illustratore russo Vladimir Vagin. Il libro gli vale il premio Russian National Book Award.

## Opere[3]
- George's Store, 1968
- Linda, 1969
- Elvira Everything, 1970
- The Blue Balloon, 1971
- Giallo giallo (Yellow Yellow, 1971) con le illustrazioni di Mark Alan Stamaty, Orecchio acerbo, 2013
- I Met a Penguin, 1972
- Rebecka, 1972
- In the Eye of the Teddy, 1973
- Gia and the One Hundred Dollars Worth of Bubblegum, 1974
- Good Lemonade, 1976 (con le illustrazioni di Marie Zimmerman)
- Monkey Face, 1977
- MacGooses' Grocery, 1978 (con le illustrazioni di James Marshall)
- Moonbear, 1978
- Turtle Tale, 1978
- City Sandwich, 1978
- Arriva il gatto!, (Here Comes the Cat, 1989) con le illustrazioni di Vladimir Vagin, Orecchio acerbo, 2013